# Franklin (Indiana)
Franklin város az USA Indiana államában. Lakosainak száma 25 313 fő (2020. április 1.).

## Népesség
A település népességének változása:

| 2010 | 23 712 |
| 2020 | 25 313 |